# Lockheed XFM-2
Lockheed XPB-3, sau định danh XFM-2, là một đề án máy bay tiêm kích hạng nặng của Hoa Kỳ, do Lockheed Corporation phát triển giữa thập niên 1930.